# Ted Hathway
Edward Albert Hathway là một cầu thủ bóng đá người Anh. Ông sinh ra ở Bristol, Anh.

## Sự nghiệp
Hathway khởi đầu sự nghiệp cùng với Bristol City năm 1930, nhưng gia nhập Bristol Rovers năm 1931 sau khi không ra sân trận nào ở giải vô địch cho City. Sau đó ông chuyển đến Bolton Wanderers năm 1932 sau khi không được ra sân ở giải vô địch cho Rovers. He gia nhập York City vào tháng 6 năm 1933. Ông có tổng cộng 239 lần ra sân và ghi 40 bàn cho câu lạc bộ và trở lại Bristol sau khi chiến tranh bùng nổ. Ông nhận được lợi thế từ câu lạc bộ khi công nhận công việc của ông năm 1943.